# Agonum gracilipes
Agonum gracilipes är en skalbaggsart som först beskrevs av Caspar Erasmus Duftschmid 1812.  Agonum gracilipes ingår i släktet Agonum, och familjen jordlöpare. Arten förekommer tillfälligt i Sverige, men reproducerar sig inte.

## Bildgalleri

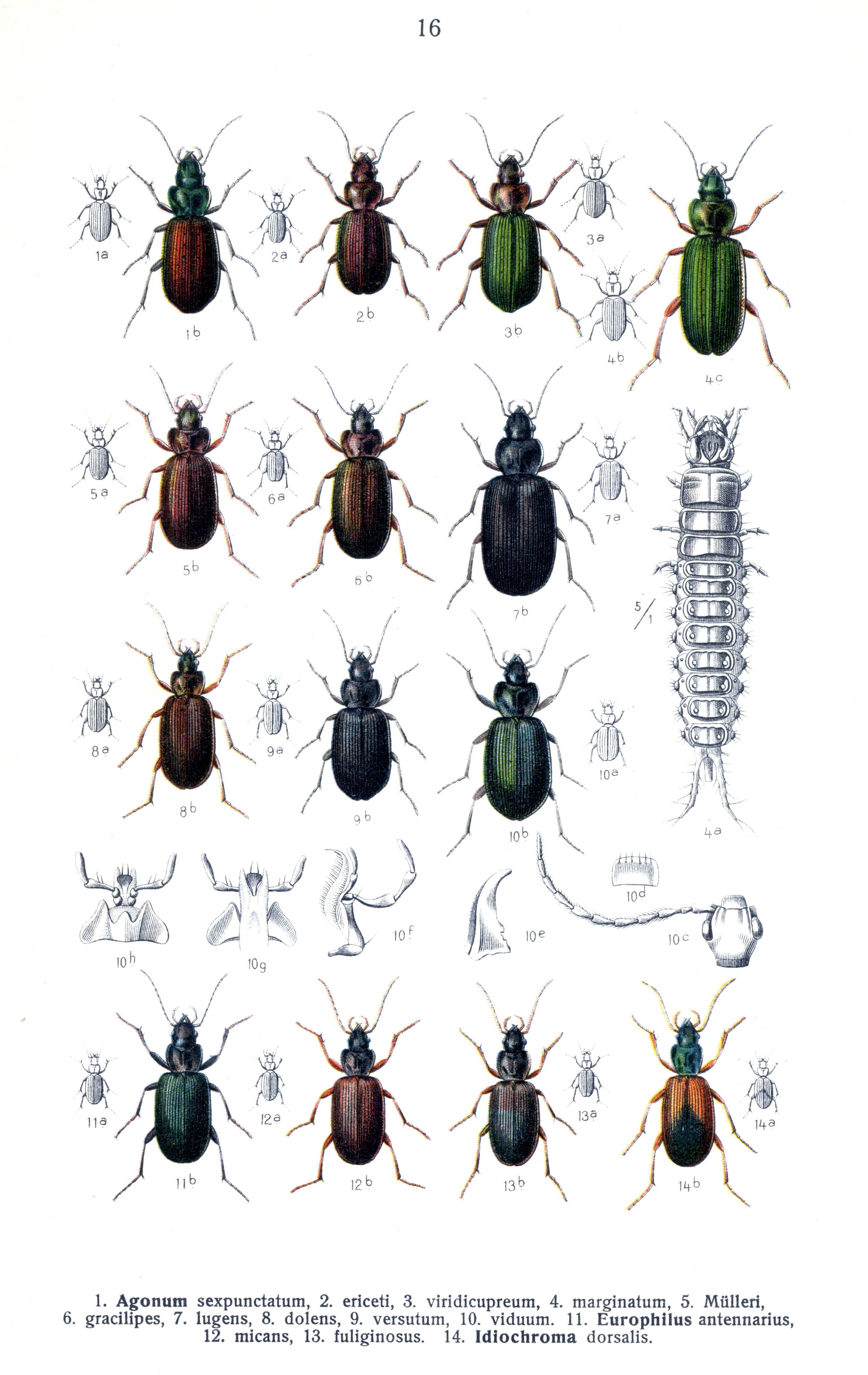
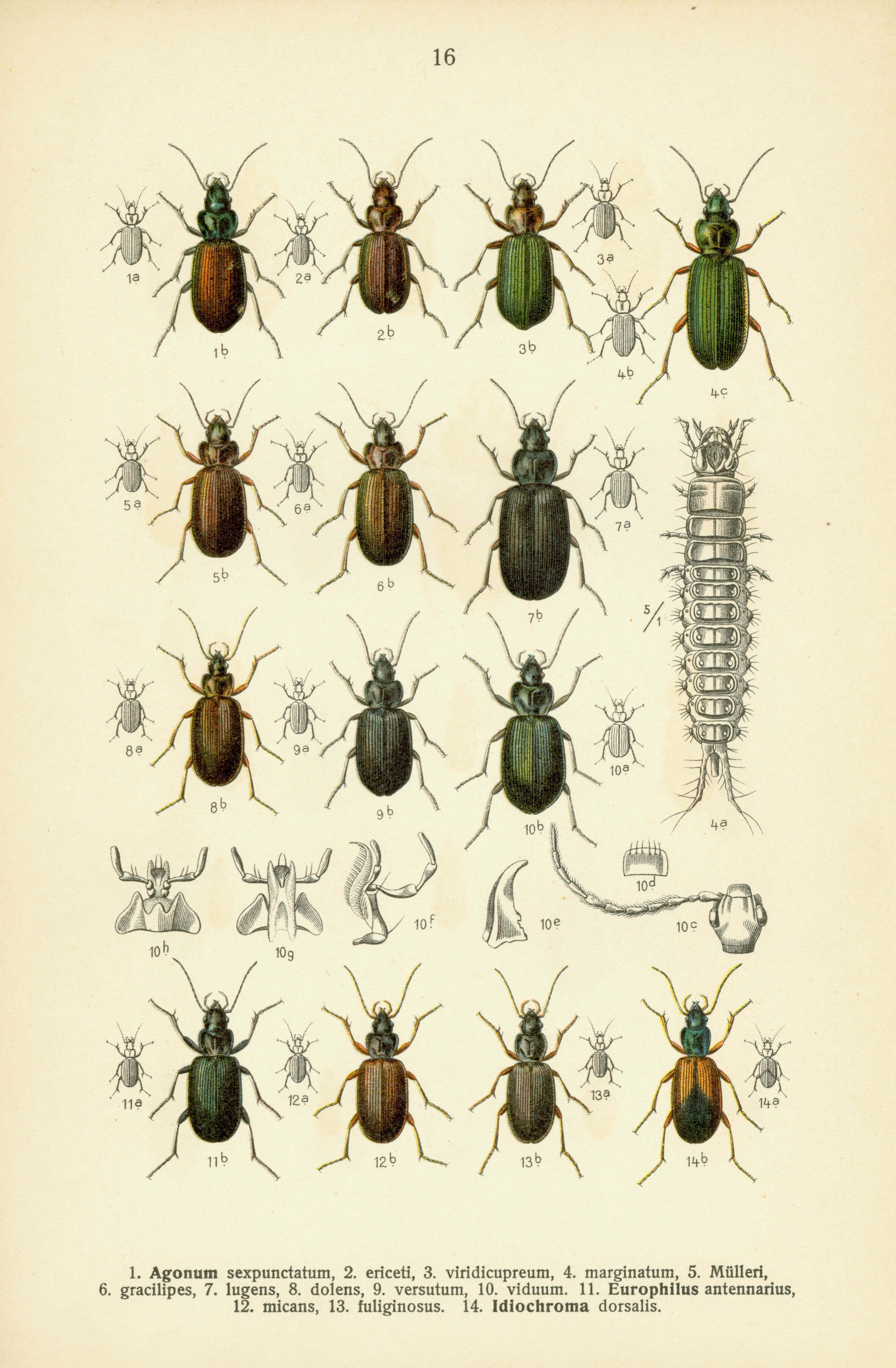